# Parafia św. Marcina w Zawadzie
Parafia św. Marcina w Zawadzie – parafia rzymskokatolicka, znajdująca się w diecezji tarnowskiej, w dekanacie Tarnów Południe.